# Девлет IV Герай
Девле́т IV Гера́й (Гире́й) (крым. IV Devlet Geray, ۴ دولت كراى‎; 1730—1780) — крымский хан из династии Гераев (1769—1770, 1775—1777), сын хана Арслана Герая, внук хана Девлета II Герая.

## Биография
С 1750 по 1756 года Девлет Герай был сераскиром Буджацкой орды. В 1767 году Девлет Герай был назначен калгой. Заняв в первый раз ханский престол в 1769 году, Девлет IV Герай назначил калгой и нурэддином своих братьев Шехбаза Герая и Мубарека Герая. В 1775 году Девлет IV Герай, вторично избранный ханом, назначил калгой и нурэддином своих младших братьев Шахбаза Герая и Мубарека Герая.
Главной задачей, поставленной османским султаном перед Девлетом IV Гераем в его первое правление, было участие хана в начавшейся недавно русско-турецкой войне (1768—1774). Девлет IV Герай стал собирать войско, но, как оказалось, далеко не все в Крыму были заинтересованы в успехе кампании. Некоторые беи решили извлечь выгоду из сложившейся ситуации, в которой русские одерживали верх над османами. Эти люди вступили в тайные переговоры с Россией и фактически сорвали мобилизацию войска. В итоге ханское участие в войне оказалось малорезультативным для турок и правитель лишился трона по обвинению в бездеятельности. В 1773 году был послан султаном для освобождения Крыма, занятого Долгоруковым. Через Кавказ и Керчь Девлет Герай вошёл в Крым и воцарился там вместо Сахиба II Герая, поддерживаемого русскими войсками. Требовал от османского султана, чтобы тот расторг заключенный с Россией договор о независимости Крыма, вернул полуостров под своё верховенство и взял Крым под свою защиту. Стамбул, опасаясь новой войны с Петербургом, не решился на это.
В 1777 году российский ставленник, калга-султан Шахин Герай, во главе ногайских войск и при содействии русской армии занял Крым. К нему склонились также крымские беи, среди которых прежний хан Девлет IV Герай был непопулярен из-за своего намерения наказать их за поддержку Сахиба II Герая. Покинул Крым и поселился в турецком городе Визе, где впоследствии и умер.